# 浄光寺 (恵那市)
浄光寺（じょうこうじ）は、岐阜県恵那市岩村町本町336にある真宗大谷派の寺院。山号は遍照山。

## 歴史
遍照山　浄光寺は三河出身の内田祐正(祐正上人)の開創である。
天正年間に織田信長が石山本願寺を攻めた時に、三河牛窪城主に仕えていた内田祐則は子の祐正と伴に一向宗徒に加勢すべく馳せ参じた。
しかし織田氏の攻勢が激しくなると、父の祐則は、顕如上人から拝領していた阿弥陀如来御影画軸を祐正に渡して三河へ帰るように諭した。祐正は敵兵に発見されて襲撃を受けたが、阿弥陀如来の加護により助かり三河へ戻ることができた。
間もなく父の戦死を知り、出家し僧となった。寺を興したいと思い、上野国那波で松平家乗に仕えていた一族の今井一馬を訪ねて話をし、今井一馬が松平家乗に相談をしたところ、家乗は快諾し、寺料田を附して保護したので、寺を興して浄光寺とした。
慶長6年（1601年）松平家乗は那波藩から岩村藩に転封となったため、祐正も浄光寺を岩村の熊洞に移した。
その後の寛永15年（1638年）に、2代藩主の松平乗寿が浜松藩へ転封となったが、祐正は既に年老いて信者も多く居たため、浜松へは移らず岩村に留まることとした。
そして熊洞の地が一般信徒の参拝に不便であることから、慶安2年(1649年)に城下町の相原に移した。祐正は万治3年(1660年)に94歳で遷化した。
その後宝永2年(1705年)と明和2年(1765年)に火災にあったが、
明和6年(1769年)に現在の置屋根式土蔵造の本堂を再建した。
堂内は極彩色の欄間、折上げ格天井などがある。

### 寺宝
- 阿弥陀如来御影画軸一幅
- 蓮如上人筆　六字名号軸　(元禄11年寄贈)
- 聖徳太子御影  (寛文13年寄贈)
- 三朝高祖御影  (寛文13年寄贈)
- 宗祖　見真大師御影 (寛文13年寄贈)
- 宗祖　見真大師御絵伝 (元禄2年寄贈)
- 見真大師自作木造